# Alvesta Station
Alvesta station er en svensk jernbanestation i byen Alvesta i landskabet Småland i det sydlige Sverige. Stationen er et vigtigt jernbaneknudepunkt, der ligger hvor Södra stambanan mellem Stockholm og Malmö krydser Kust till kust-banan mellem Göteborg og Kalmar/Karlskrona.
Fra Alvesta kører der krösatåg og øresundstog, til Kalmar-Helsingør mens der også kører X2000 fra København/Malmö til Stockholm.

## Arkitektur
Stationsbygningen er tegnet af Folke Zettervall i jugendstil og blev opført i årene 1907–1909, hvor den erstattede en ældre stationsbygning. Alvesta station blev erklæret "byggnadsminne" i 1986.